# Sulfit ester

Dimetil sulfit cel mai simplu sulfit ester

Un sulfit ester este un compus chimic cu o grupă funcțională cu structura (RO)(R ' O). Aceștia adoptă un o geometrie moleculară de piramidă trigonală datorită prezenței unei perechi de electroni liberi la atomul de sulf. Atunci când substituenții R și R' diferă, compusul este chiral datorită sulfului stereogenic central; când substituenții R sunt aceiași compusul va avea   simetrie moleculară Cs idealizată. Se obțin, de obicei, prin reacția de clorurii de tionil cu alcooli. Reacția este de obicei efectuată la temperatura camerei pentru a preveni transformarea alcoolului într-un compus organoclorurat. Baze, cum ar fi piridina pot fi, de asemenea, folosite pentru a promova reacția:
2 ROH + SOCl2 → (RO)2SO + 2 HCl 

Pesticidul endosulfan este un sulfit ester. Unii membrii simpli includ etilen sulfit, dimetil sulfit, și difenilsulfit. Multe exemple au fost preparate din dioli, cum ar fi zaharuri. Sulfit esterii pot fi agenți puternici de alchilare și hidroxialchilare.